# 35.ª Divisão de Infantaria (Alemanha)
A 35ª Divisão de infantaria (em alemão:35. Infanterie-Division) foi uma unidade militar que serviu no Exército alemão durante a Segunda Guerra Mundial.

## Comandantes
| Comandante                                             | Data                                            |
| ------------------------------------------------------ | ----------------------------------------------- |
| Generalleutnant Hubert Schaller-Kallide                | 12 de outubro de 1936 - 24 de novembro de 1938  |
| General der Infanterie Hans Wolfgang Reinhard          | 24 de novembro de 1938 - 25 de novembro de 1940 |
| General der Infanterie Walther Fischer von Weikersthal | 25 de novembro de 1940 - 1 de dezembro de 1941  |
| General der Artillerie Rudolf Freiherr von Roman       | 1 de dezembro de 1941 - 10 de setembro de 1942  |
| Generalleutnant Ludwig Merker                          | 10 de setembro de 1942 - ? de abril de 1943     |
| Generalleutnant Otto Drescher                          | ? de abril de 1943 - 8 de junho de 1943         |
| Generalleutnant Ludwig Merker                          | 8 de junho de 1943 - 5 de novembro de 1943      |
| Generalleutnant Johann-Georg Richert                   | 5 de novembro de 1943 - 9 de abril de 1944      |
| Generalmajor Gustav Gihr                               | 9 de abril de 1944 - 11 de maio de 1944         |
| Generalleutnant Johann-Georg Richert                   | 11 de maio de 1944 - ? de maio de 1945          |
| Generalmajor der Reserve Dr. Ernst Meiners             | ? de maio de 1945 - ? de maio de 1945           |

## Área de operações
| Frente Ocidental               | setembro de 1939 - maio de 1940  |
| Bélgica & França               | maio de 1940 - junho de 1941     |
| Frente Oriental, setor central | junho de 1941 - novembro de 1942 |
| Frente Oriental, setor sul     | novembro de 1942 - abril de 1943 |
| Frente Oriental, setor central | abril de 1943 - abril de 1945    |
| Prússia Oriental               | abril de 1945 - maio de 1945     |